# Fiumelatte
Il Fiumelatte (in lecchese Fiumlacc) è un immissario del lago di Como che nasce nel Gruppo delle Grigne. Noto per la particolare brevità del suo corso, appena 250 metri, fu a lungo studiato da Leonardo da Vinci, che lo cita nel Codice Atlantico.
I Sentieri delle montagne di Lierna e la grotta di Fiumelatte erano alcune delle attrazioni più interessanti del Grand Tour, un lungo viaggio nell'Europa continentale intrapreso dai ricchi dell'aristocrazia europea a partire dal XVII secolo e destinato a perfezionare il loro sapere; per questa ragione esistono molte stampe preziose e di alta qualità che raffigurano questo fiume, al tempo definito "il fiume più corto del mondo".
Ad esso è collegata la Grotta di Fiumelatte su cui esistono numerose leggende.

## Descrizione

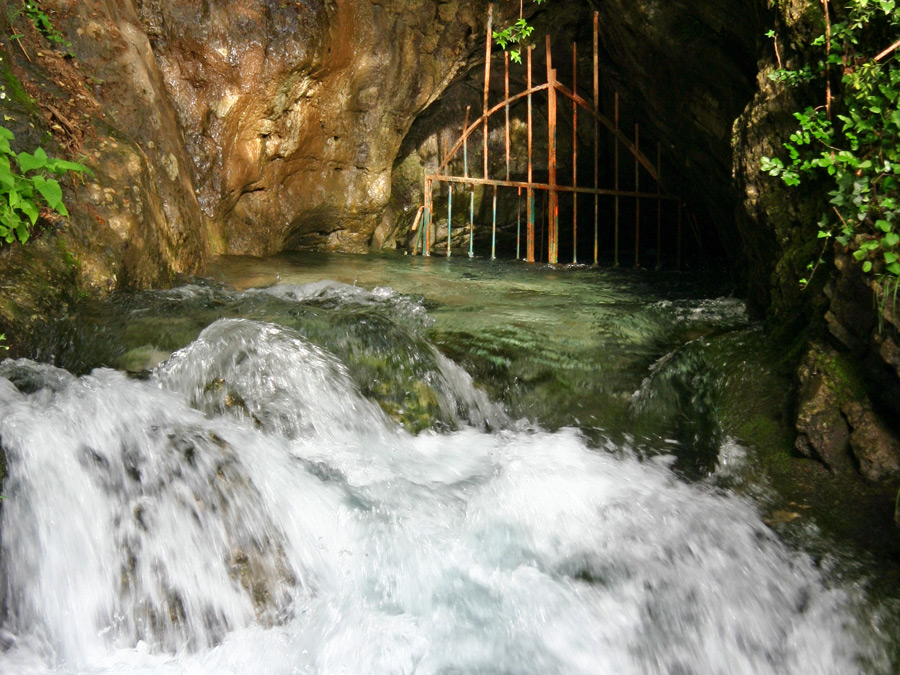
La sorgente

Una caratteristica è la sua stagionalità: il fiume scorre, generalmente, nel periodo da marzo fino a ottobre. L'intermittenza è dovuta al fatto che Fiumelatte rappresenta lo scarico di un sistema carsico, chiamato fonte Uga, che inizia nel Moncodeno sul versante nord del Grignone. 
Nel 1992 una colorazione con fluoresceina (colorante atossico) versato lungo la Cresta di Piancaformia nel Complesso del Releccio, dimostrò il collegamento tra Fiumelatte e le cavità carsiche del Grignone.
Fu chiamato già come "Fiumelaccio" nel Codice Atlantico di Leonardo da Vinci che fu molto incuriosito da questo fenomeno.
(Leonardo da Vinci)
Altri personaggi che ne descrissero le particolarità furono Plinio il Vecchio e Lazzaro Spallanzani.
Grande attrazione per i primi turisti, che ne scrivono spesso nei loro appunti di viaggio. Fra i tanti, curiosa l'osservazione dello scrittore francese Valery che vi passò nel 1827: 
(Antoine Claude Pasquin (detto Valery), 1831 )
Dal cimitero di Varenna, sulla sinistra, si trova un'indicazione per la sorgente del Fiumelatte, dove si può osservare l'ingresso della grotta. La caverna alla sorgente del Fiumelatte e l'ambiente suggestivo in cui scorre hanno favorito la nascita di alcune leggende.

## Toponomastica
- Fiumelatte è anche il nome del piccolo borgo bagnato dal fiume, frazione di Varenna in provincia di Lecco, le cui case sorgono appollaiate ai piedi del monte Fopp (1 033 m), coronato dai ruderi del castello di Vezio.
- Alcuni comuni, come la città di Monza, hanno una via intitolata a questo fiume.